# Гетеромелес червоний
Гетеромелес червоний (Heteromeles arbutifolia) - є  багаторічним чагарником, що походить із крайнього південного заходу Орегону, Каліфорнії та Півострів Нижня Каліфорнія. Це єдиний вид у роду Heteromeles.
Тойон є помітним компонентом прибережної чагарникової рослинності та є частиною пристосованих до посухи чапаральних і змішаних дубових лісів. Він також відомий в США під назвами Різдвяна ягода  і каліфорнійський падуб.

## Опис
Гетеромелес  зазвичай виростає від 2 до 5 м (рідше до 10 м у затінених умовах) і має округлу або неправильну крону. Його листки вічнозелені, чергові, гострозубчасті, мають короткі черешки, 5–10 штук. см завдовжки і 2–4 см шириною. На початку літа він дає маленькі білі квіти 6-10 мм діаметр у щільних кінцевих щитках. Пік цвітіння припадає на червень.
Плід — невелика кісточка  5–10 мм в поперечнику, яскраво-червоний і схожий на ягоду, утворюється у великих кількостях, дозріває восени і зберігається до зими. 

### Фітохімія
Корінне населення Каліфорнії використовувало цю рослину для лікування хвороби Альцгеймера. Останні дослідження виявили низку активних сполук, які потенційно сприяють лікуванню хвороби Альцгеймера. До них відносяться ікарицидні сполуки, які захищають гематоенцефалічний бар’єр і запобігають проникненню запальних клітин у мозок. 

## Таксономія
Роди Photinia, Aronia, Pourthiaea та Stranvaesia історично по-різному поєднувалися різними систематиками. Рід Heteromeles, як спочатку опублікував Макс Джозеф Ремер, був моновидовим, включаючи Photinia arbutifolia Lindl. (1820), як H. arbutifolia (Lindl.) M. Roem, але назва була нелегітимною (зайвою), оскільки включала тип роду Photinia. З тих пір це було виправлено консервацією, тому ім'я часто записується як Heteromeles M. Roem. наз. мінуси (1847). 

### Різновиди
- Heteromeles arbutifolia var. arbutifolia
- Heteromeles arbutifolia var. cerina  –  жовтопліді рослини
- Heteromeles arbutifolia var. macrocarpa – дуже рідкісний острівний сорт, обмежений Нормандськими островами Сан-Клементе та Санта-Каталіна та мексиканським тихоокеанським островом Гвадалупе.[12][13] Характеризується коротшими, ширшими, значно більшими листками з обертовими краями та маленькими зубцями, а також квітучими суцвіттями з більшими плодами (від 8 до 10 мм).[7] Він більш сприйнятливий до грибкових інфекцій Spilocaea, ніж звичайний гетеромелес.[14]

## Токсичність
Плоди гетеромелеса є кислими і терпкими, містять невелику кількість ціаногенних глікозидів, які розпадаються на синильну кислоту під час травлення. Це усувається варінням. Більшість фруктів рослин сімейства Rosaceae, включаючи яблука, абрикоси, персики, вишні та сливи, містять ціанід. 
Корінні народи їли плоди свіжими або розтирали у воді, щоб зробити напій. 
Дослідження 2016 року показало, що 5 г сушених ягід (які використовуються для лікування хвороби Альцгеймера) безпечні. Дослідження також не виявило в рослині ціаногенних сполук. 

## Використання
Плоди вживались в їжу місцевим індіанським племенам, таким як чумаш, тонгва і татавіам. З зерен також можна зробити желе. Корінні американці також готували чай з листя як засіб від шлунка. Більшість плодів сушили і зберігали, а потім варили з них кашу або млинці. Пізніші поселенці додавали цукор для приготування заварного крему та вина. Каліфорнійські племена також часто готували рослини на вогні, щоб прибрати трохи гіркуватий смак. 
Тонгва (які називали рослину ашувет) їли ягоди свіжими, варили і залишали їх у глиняній печі на 2-3 дні, смажили або робили з них сидр. Подрібнені квіти замочували в гарячій воді для приготування чаю, який можна було використовувати для полегшення гінекологічних захворювань. При болях у шлунку кору і листя замочують у гарячій воді для приготування чаю. Цей же чай може служити сезонним тоніком і полегшувати інші болі в організмі. Крім того, нанесення пюре ашувету на виразки полегшує біль. Інфіковані рани промивають настоєм кори і листя. 
У 1920-х роках  збір гілок на Різдво став настільки популярним у Лос-Анджелесі, що штат Каліфорнія прийняв закон, який забороняє збирати на державних землях або на будь-якій землі, яка не належить особі, яка збирає рослини, без письмового дозволу землевласника (§ Кримінальний кодекс Каліфорнії 384а).
17 квітня 2012 року міська рада Лос-Анджелеса визнала гетеромелес офіційним місцевим заводом у Лос-Анджелесі

## Вирощування
Гетеромелес можна вирощувати в домашніх садах на добре дренованих ґрунтах і культивують як декоративну рослину на півночі аж до Південної Англії. Він може витримувати температури до -12 °C.  Взимку яскраво-червоні зернятка (які птахи часто жадібно їдять) помітні. 
Як і багато інших пологів у трибі Rosaceae Maleae, гетеромелес включає деякі сорти, чутливі до сонячних опіків. Він виживає при невеликій кількості води, що робить його придатним для ксерискейпного садівництва, і менш пожежонебезпечний, ніж деякі чапаральні рослини.
Їх відвідують метелики, і вони мають м’який аромат, схожий на глід. Плоди споживають птахи, в тому числі пересмішники, американські малиновки, кедрові восковиці та дрозди-відлюдники. Ссавці, включаючи койотів і ведмедів, також їдять і розсіюючи насіння

## Світлини

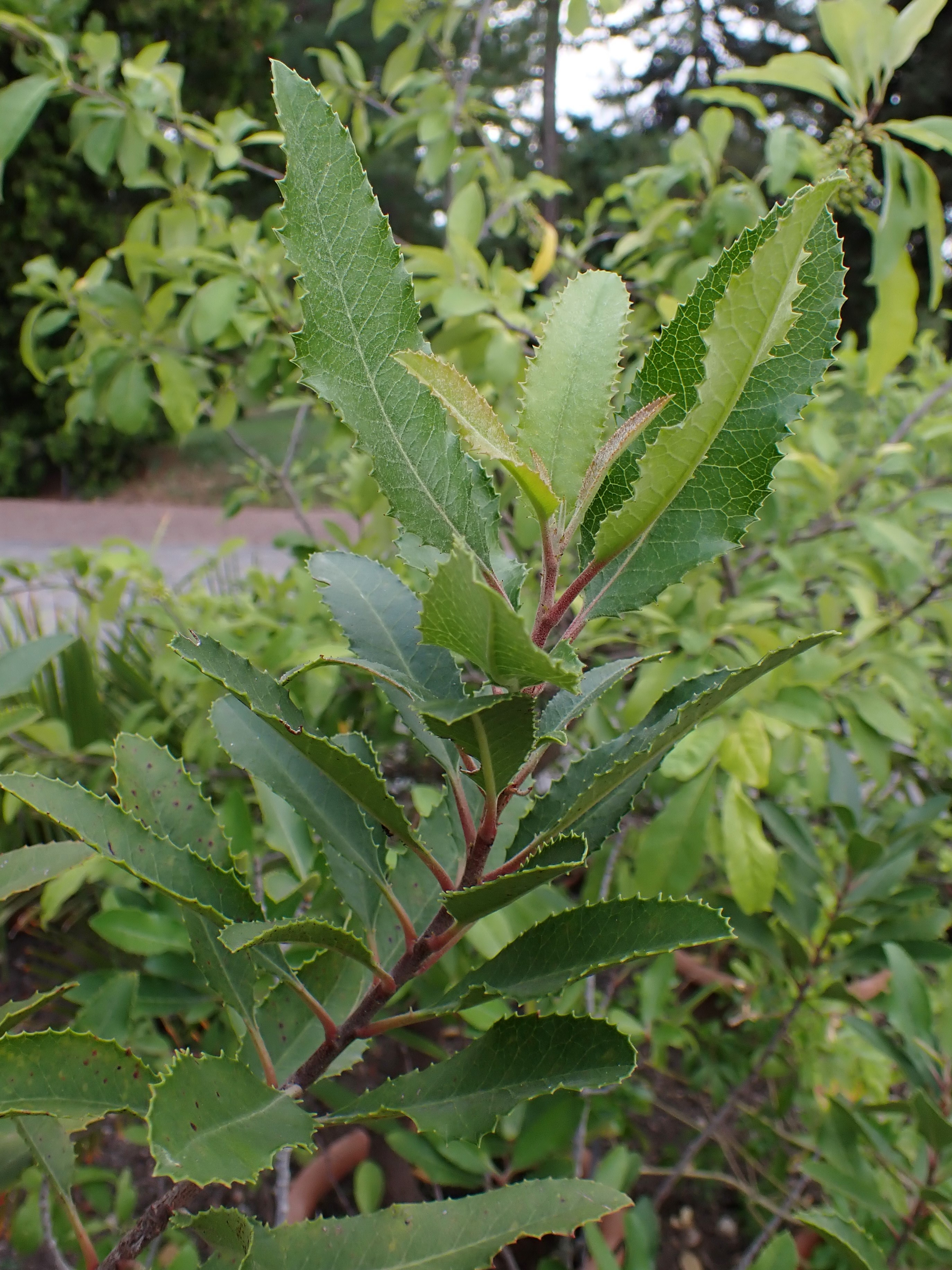
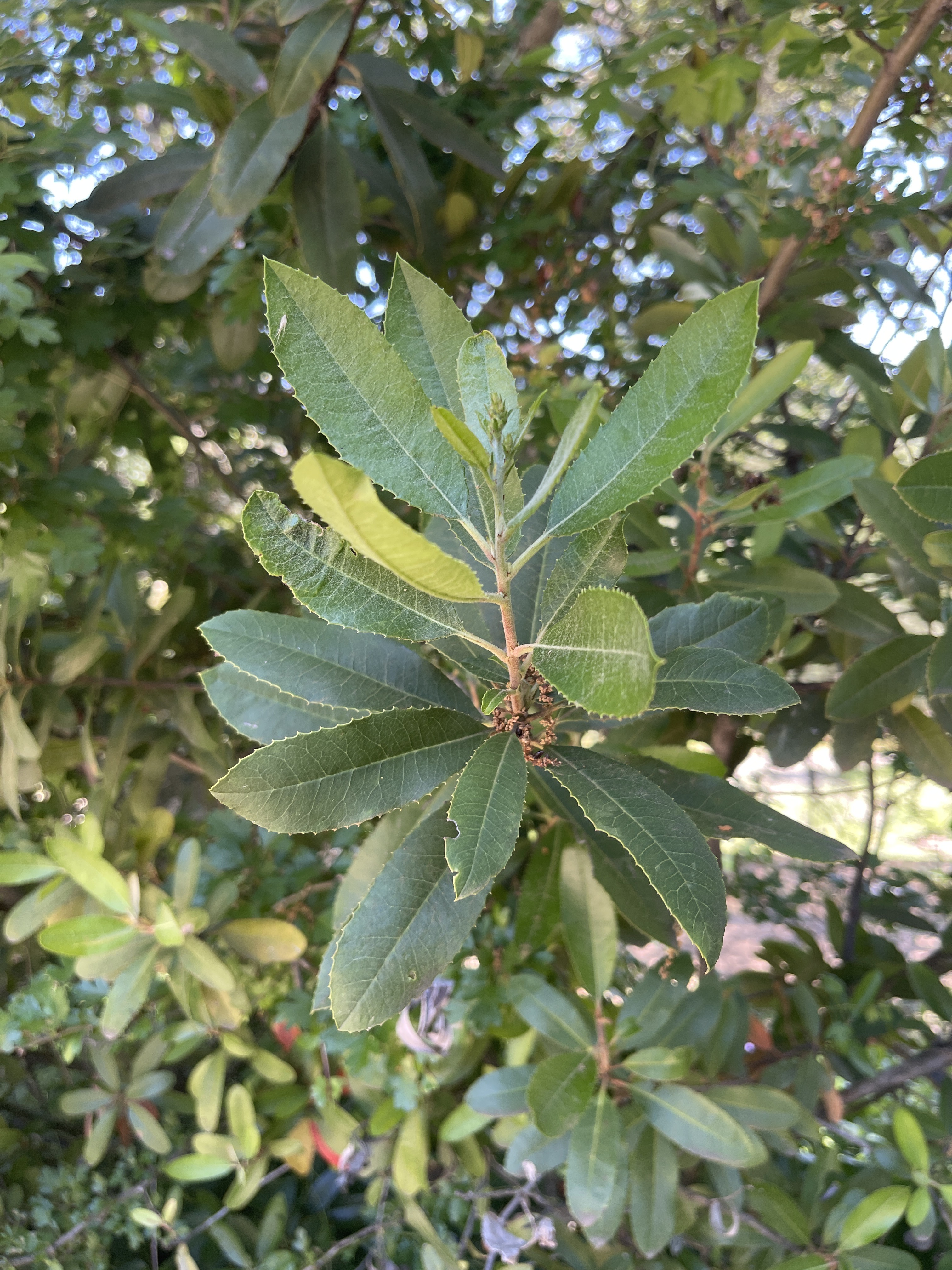
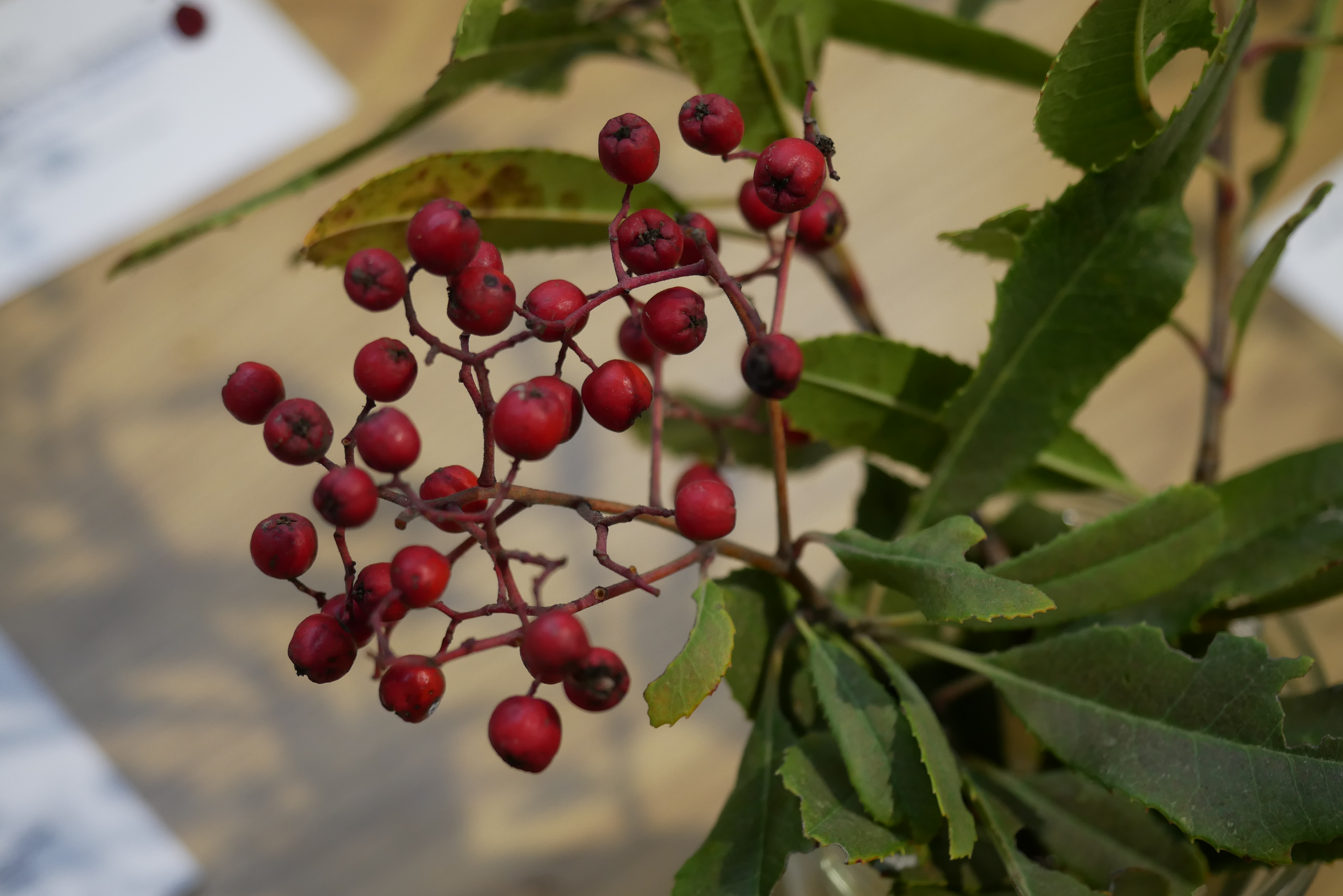
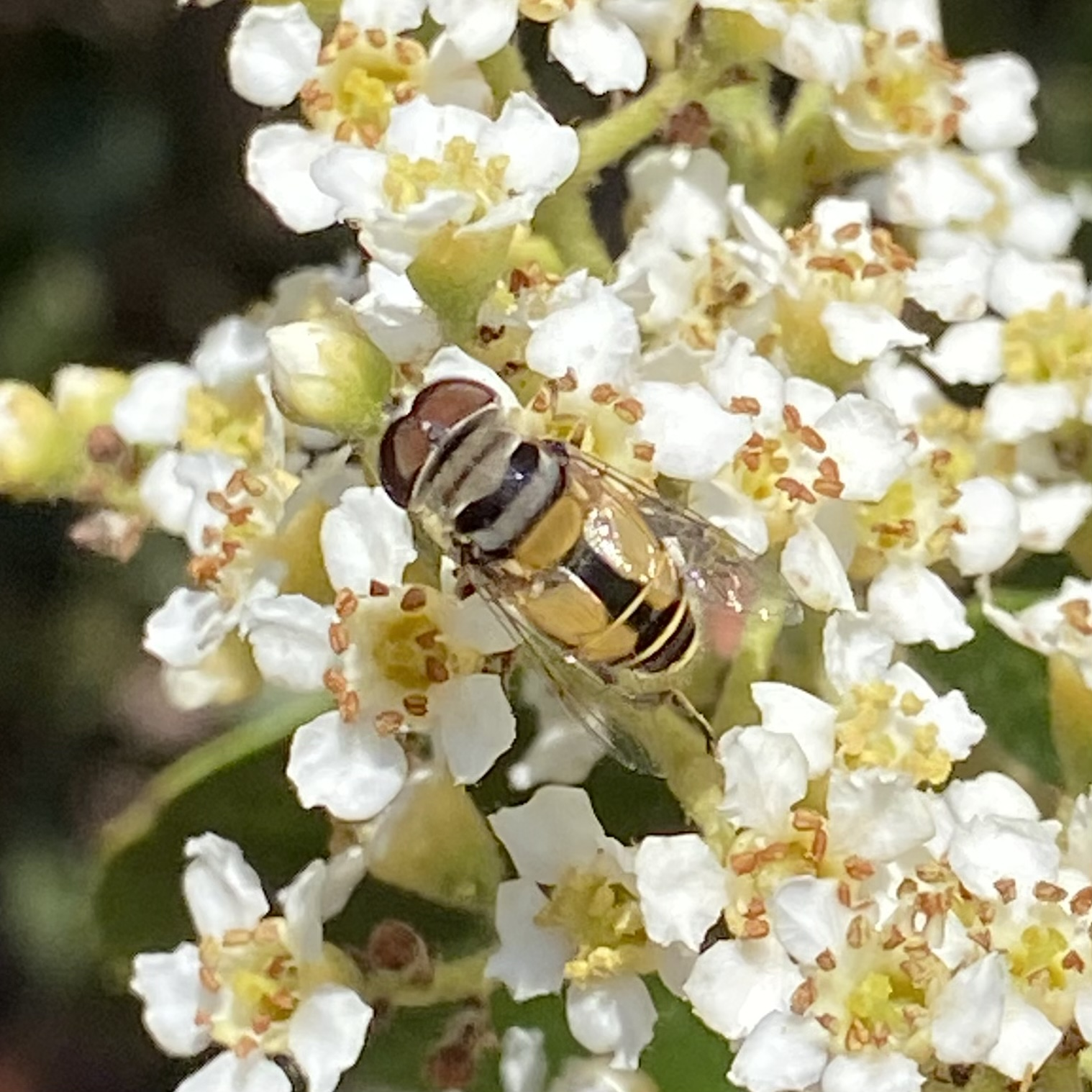
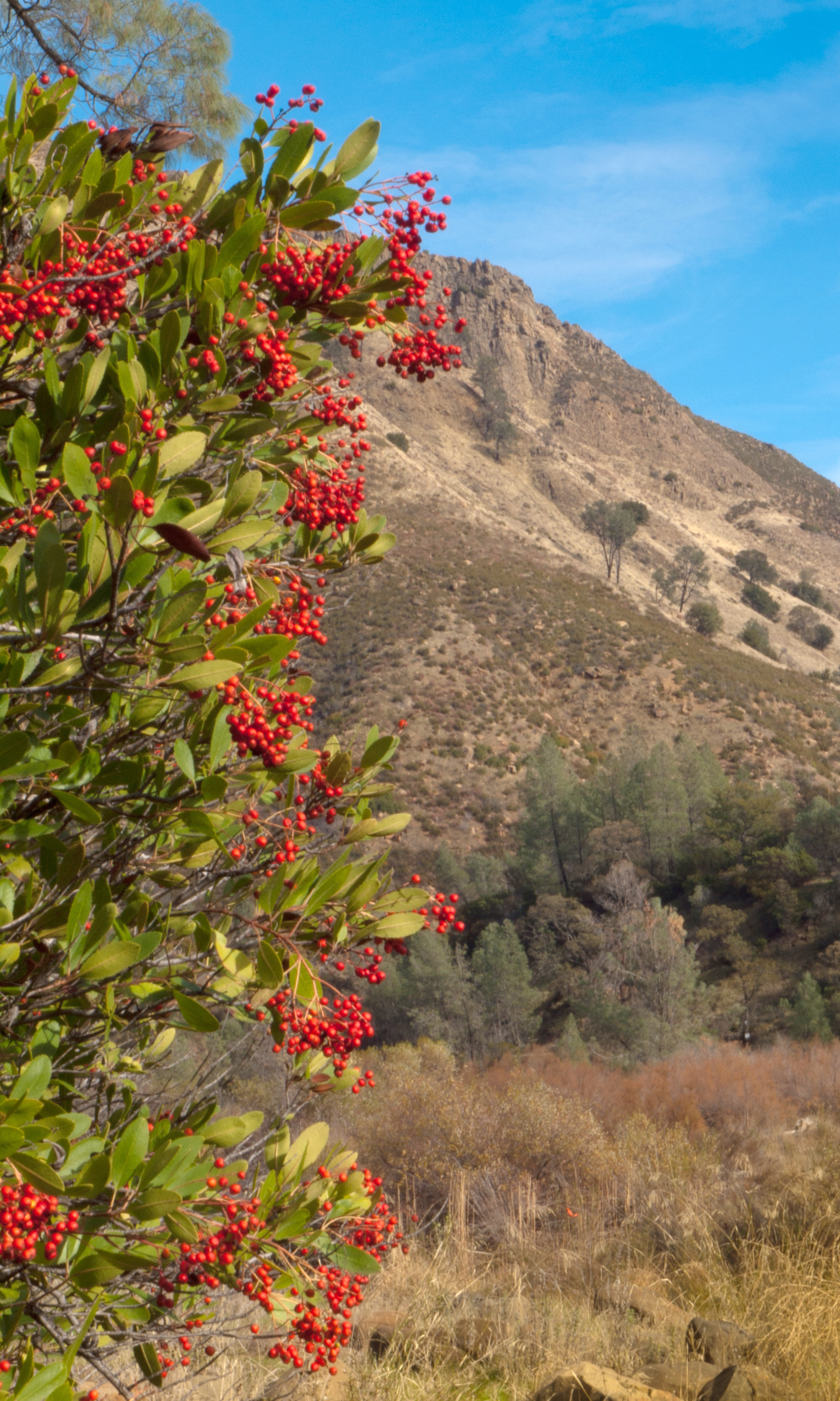
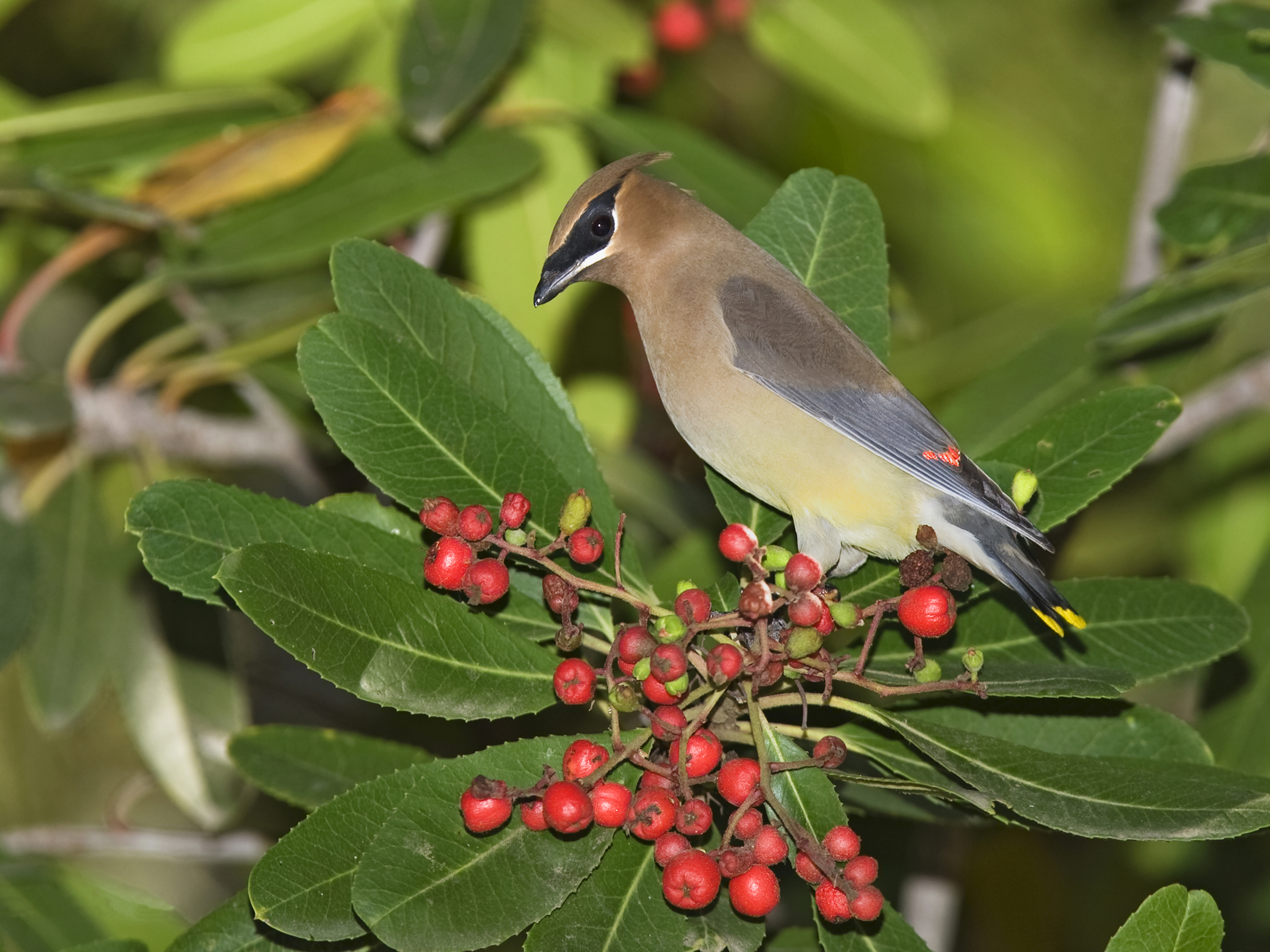